# أليساندرو غوتسي
أليساندرو غوتسي (بالإيطالية: Alessandro Gozzi)‏ هو لاعب كرة قدم إيطالي في مركز حراسة المرمى، ولد في 12 أبريل 1993 في بينيرولو في إيطاليا. لعب مع نادي بارما ونادي برو فيرتشيلي ونادي غوبيو.